# Heterandria
Heterandria es un género de peces actinopeterigios de agua dulce, distribuidos por ríos la mayoría de las especies en América Central, una especie en América del Sur y otra en América del Norte.

## Especies
Existen nueve especies reconocidas en este género:
- Heterandria anzuetoi Rosen y Bailey, 1979
- Heterandria attenuata Rosen y Bailey, 1979
- Heterandria bimaculata (Heckel, 1848)
- Heterandria cataractae Rosen, 1979
- Heterandria dirempta Rosen, 1979
- Heterandria formosa Girard, 1859
- Heterandria jonesii (Günther, 1874)
- Heterandria litoperas Rosen y Bailey, 1979
- Heterandria tuxtlaensis McEachran y Dewitt, 2008